# The Daily Star
The Daily Star is een stripalbum uit de Lucky Luke-reeks. In dit album helpt Lucky Luke een zekere Horace Greeley met het opzetten van een eigen krant en beschermt hij en passant de persvrijheid in het Wilde Westen.

## Verhaal
Lucky Luke ontmoet Horace Greeley, die gekoeioneerd wordt door een stel lokale boeren dat niet blij is met wat hij heeft geschreven in de krant. Luke besluit hem te helpen bij het opzetten van zijn krant en neemt zich voor de persvrijheid te beschermen.
Horace sticht in Dead End City The Daily Star, en de krant wordt al snel veel gelezen, zelfs een eerste abonnementsdienst wordt in het leven geroepen. Een select gezelschap, bestaande uit onder anderen de doodgraver en de barman, is hier echter minder blij mee, omdat Horace negatief over hen heeft geschreven. 
De heren Flannagan (de saloonhouder), Fiddledee (de doodgraver) en Fenweeck (de lokale kruidenier) besluiten het oneerlijk te spelen en The Daily Star te saboteren door onder meer de papier- en inkttoevoer af te snijden. Lucky Luke bedenkt hier echter zeer creatieve oplossingen voor: "wanted'-posters als krantenpapier gebruiken, rollen behangpapier, de inkt door koffie vervangen, dieren bedrukken met de krant. Zelfs een poging om deze oplossingen in een kwaad daglicht te stellen lopen op niets uit.
Ze besluiten Greeley weg te concurreren met een eigen dagblad: de Dead End City Epitaph, waarbij men er een minder vinnige stijl op nahoudt, wat zich al snel doet voelen. Ten slotte besluit men de Epitaph gratis te verspreiden, maar de burgers betalen uiteindelijk liever een paar centen meer voor kwaliteit.
Zelfs een poging de krant verhinderen van te verschijnen door de pers te saboteren loopt op niets uit, want krantenjongen Pipo heeft een heel goed geheugen en wordt als sprekende krant uitgestuurd.
Uiteindelijk ontvoeren ze de krantenjongen. Hiermee overschrijden ze een grens en Lucky Luke rekent het viertal in, daarbij de krant gebruikend om de vijand op het verkeerde been te zetten. De persvrijheid is gered en Horace Greeley zal uiteindelijk een groot krantenmagnaat worden.

## Achtergronden bij het verhaal
- Horace Greeley was een authentiek historisch personage.